# Ferdinand Feyerick
Ferdinand Feyerick (Gant, Flandes Oriental, 27 de gener de 1865 – Gant, 12 de setembre de 1920) va ser un tirador belga que va competir a començaments del segle xx. Era el pare del també tirador Robert Feyerick.
El 1908 va prendre part en els Jocs Olímpics de Londres, on disputà la competició d'espasa per equips del programa d'esgrima, en què guanyà la medalla de bronze formant equip amb Paul Anspach, Fernand Bosmans, Fernand de Montigny, François Rom, Victor Willems i Désiré Beaurain.